# Alpina

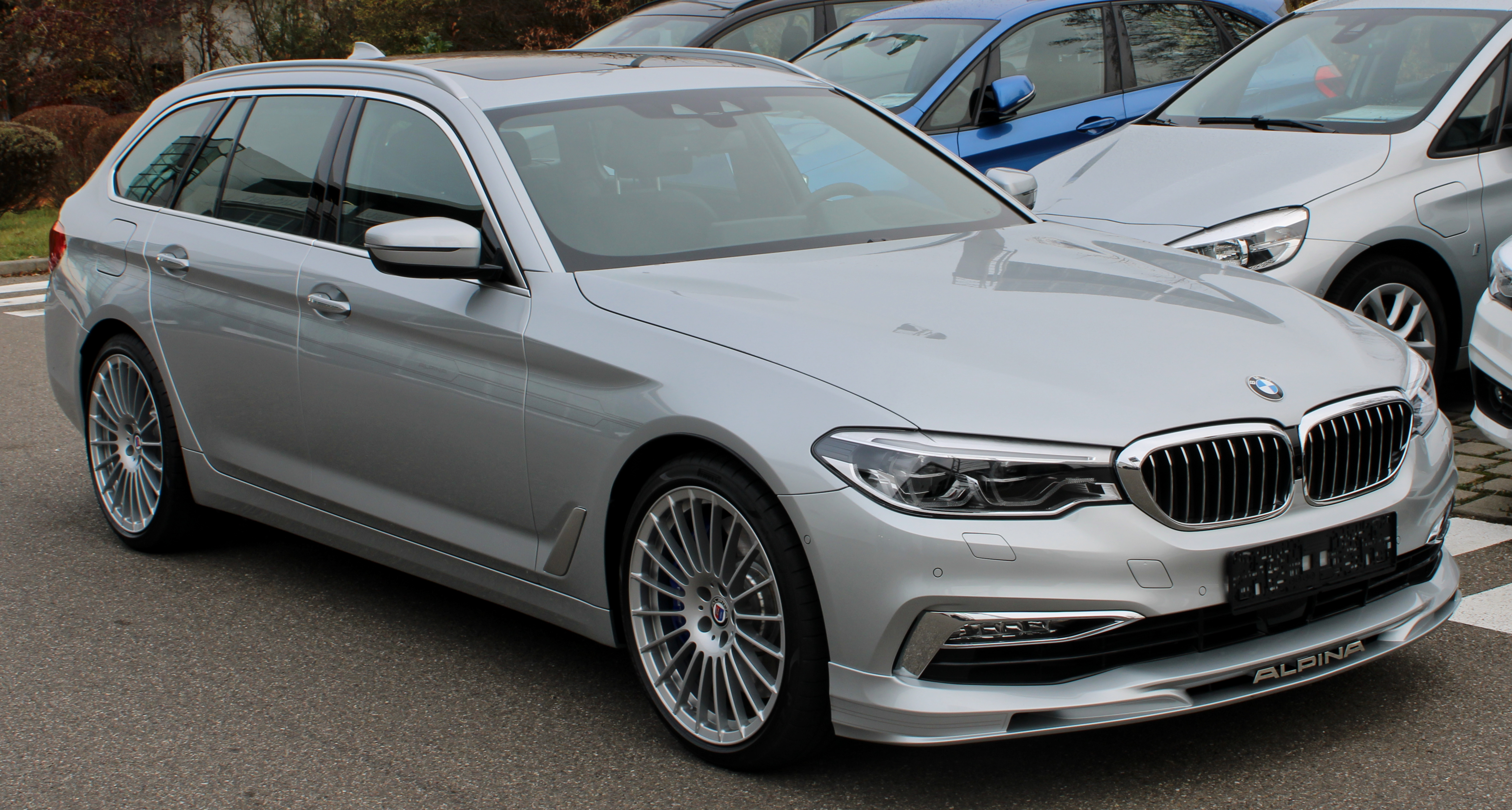
2017 Alpina B5 Biturbo Touring

Alpina Burkard Bovensiepen GmbH & Co. KG – niemieckie przedsiębiorstwo produkujące samochody na bazie marki BMW (sygnowane jako BMW-Alpina) z siedzibą w Buchloe, w Bawarii. Od 10 marca 2022 należy do koncernu BMW.
Firma jest wytwórnią samochodów, która na bazie samochodów marki BMW tworzy nowe modele, nie jest to firma tuningowa, która dodaje tylko elementy ozdobne czy delikatnie przerabia seryjne auta. Jest to firma, która nadaje autom nowy numer VIN i tworzy je pod specjalne zamówienia. Auta tej marki nie są produkowane taśmowo, jest to ręczna praca. Alpiny produkowane są w limitowanej liczbie egzemplarzy. Samochody są mocniejsze w porównaniu z modelami seryjnymi. Najbardziej znane samochody przedsiębiorstwa to m.in. BMW Alpina Roadster V8, na bazie modelu BMW Z8, posiadający silnik o mocy 381 KM. Innym znanym samochodem BMW Alpina jest model B10 V8 S. Jest to przerobione BMW serii 5, o mocy silnika 375 KM. Samochody marki BMW Alpina są dostępne na polskim rynku wyłącznie na zamówienie.

## Obecne modele Alpiny
- Alpina B3
- Alpina B3 Allrad
- Alpina B3 Touring
- Alpina B3 Touring Allrad
- Alpina B4 Coupé
- Alpina B4 Coupé Allrad
- Alpina B4 Cabrio
- Alpina D3
- Alpina D3 Touring
- Alpina D4 Coupé
- Alpina B5
- Alpina B5 S
- Alpina B5 S Touring
- Alpina B6 S Coupé
- Alpina B6 S Cabrio
- Alpina B7 Biturbo
- Alpina B7 Biturbo L
- Alpina B10 Biturbo
- Alpina D10 Biturbo
- Alpina B12

## Przejęcie przez BMW
W marcu 2022 roku obaj producenci poinformowali, że Alpina zostanie przejęta przez BMW i będzie produkować swoje samochody w dotychczasowym trybie w manufakturze w Buchloe do końca roku 2025. Nie przedstawiono planów na to, co stanie się z marką po tej dacie. W miejscu obecnej fabryki w Buchloe ma powstać kompleks, w którym przeprowadzany będzie między innymi proces odrestaurowania starszych modeli marki. Winiarski biznes Alpiny pozostaje bez zmian.